# Réquiem (Delius)
El Réquiem de Frederick Delius fue escrito entre 1913 y 1916 y estrenado en 1922. Fue compuesto para soprano, barítono, doble coro y orquesta, y está dedicado "A la memoria de todos los jóvenes artistas caídos en la guerra". La partitura se publicó por primera vez en 1921. El Réquiem es la obra de mayor formato menos conocida de Delius, no se efectuaron grabaciones del mismo hasta 1968 y solo se conocen siete interpretaciones en todo el mundo desde 1980.

## Historia
Las razones por las que Delius, un ateo declarado, comenzara a trabajar en un réquiem, una forma musical cristiana (específicamente católica), son desconocidas, de la misma manera como su obra "Una Misa de Vida" (A Mass of Life) de 1905 tiene un título sugerente de la religión, pero con un texto aparentemente antirreligioso. Empezó a trabajar en el Réquiem en 1913, después de unas vacaciones en Noruega. Completó su obra el 26 de octubre de 1914, apenas diez semanas después del inicio de la Primera Guerra Mundial. Antes del estallido de la guerra, tanto Henry Wood y Sir Thomas Beecham, cercanos suyos, habían mostrado interés temprano en la presentación del Réquiem durante la última parte de la temporada de 1914. La guerra alentó dichos planes, y Delius aprovechó la oportunidad para hacer algunas revisiones menores. El 15 de marzo de 1916 el compositor le dice a Philip Heseltine que finalmente lo ha terminado.
A pesar de que el sobrino de Delius murió en servicio activo no mucho antes de terminada la guerra, la dedicación "A la memoria de todos los jóvenes artistas caídos en la guerra" ya había sido adjuntada al final de la partitura en la primavera de 1918. Esta dedicación no estaba claramente en la mente de Delius ya que la guerra no había empezado para el momento en el que el compositor la designó.

## Orquestación
Delius emplea los siguientes instrumentos en su orquesta:
3 flautas ( 3ª doblando flautín) , 2 oboes, corno inglés, oboe bajo, 3 clarinetes en si ♭ , clarinete bajo en si ♭ , 3 fagotes , sarrusofón en do (o contrafagot) , 6 trompas en fa, 3 trompetas en do, 3 trombones, tuba, timbales, percusión (glockenspiel, triángulo, caja, bombo, platillos), celesta, arpa y cuerdas.
Un coro doble canta con la soprano y el barítono solistas.

## Estructura
La obra dura un poco más de media hora. Está dividido en dos partes y cinco secciones. El coro aparece en cada sección, acompañando a la soprano o al barítono solista. Los solistas no cantan juntos hasta la última sección:
1. Our days here are as one day (coro, barítono)
2. Hallelujah (coro, barítono)
3. My beloved whom I cherish was like a flower (barítono, coro)
4. I honour the man who can love life, yet without base fear can die (soprano, coro)
5. The snow lingers yet on the mountains (barítono, soprano, coro)

## diferencias con otros réquiem

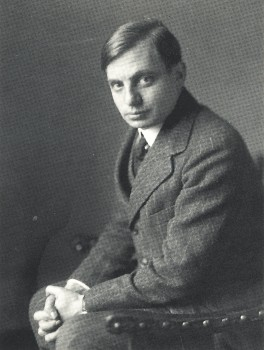
Heinrich Simon.

A diferencia de otros réquiem, este no se basa en los textos litúrgicos por lo que se le trató como un réquiem secular. Hay algunas incertidumbres que rodean al texto. Parece que Delius escribió algunas de las primeras líneas por su cuenta, pero su amigo judío alemán Heinrich Simon - quien era propietario y editor del Frankfurter Zeitung, y también un economista político, escritor y traductor, historiador del arte, músico y musicólogo - contribuyó sustancialmente en esta tarea; de hecho, hizo que se considerara su verdadero autor y se sintió con derecho al pago de regalías. La obra publicada no hace mención del autor, y la participación de Heinrich Simon fue conocida apenas en la década de 1970. Aunque el texto no cita literalmente a un autor específico, se deriva en espíritu de los escritos de Friedrich Nietzsche y Arthur Schopenhauer, así como de William Shakespeare, la Biblia, y el texto de La Canción de la Tierra de Gustav Mahler. En un momento de la obra, "Aleluyas" se mezclan con invocaciones a Alá en árabe. Thomas Hemsley, el barítono solista en la presentación de Liverpool de 1965, describió el texto como "un poco embarazoso, pareciendo ser más bien una imitación pobre, de segunda mano de Nietzsche".
Delius consideró que su Réquiem no era religioso; el título de la obra hasta poco antes de su primera presentación fue "Réquiem Pagano". Algunas partes del texto parecen ser críticas sobre la religión y sus seguidores y esto significó que la obra fuera rechazada y tachada como "anticristiana”. El crítico musical HC Colles escribió que "el texto es poco más que un panfleto racionalista seco". La mezcla de 'aleluyas' con 'Allah II Allah "fue "introducida al parecer para mostrar lo inútil que son los gritos de todos los religiosos durante la guerra", y "el punto de vista Delius es, en su conjunto, más árido que el de la música más convencional 'religiosa', porque una negación puede generar ningún impulso común y despertar ningún entusiasmo".
| Nombre del movimiento                                                | Texto en inglés | Texto en español |
| -------------------------------------------------------------------- | --- | --- |
| 1. Our days here are as one day                                      | Part I Chorus: Our days here are as one day; for all our days are rounded in a sleep; they die and ne'er come back again. Baritone solo Why then dissemble we with a tale of falsehoods? We are e'en as a day, that's young at morning and old at eventide, and departs and never more returns. Chorus We are e'en as a day, that's young at morning and old at eventide, and comes again no more. Baritone solo (and choral interjections) At this regard the weaklings waxed sore afraid, and drugged themselves with dreams and golden visions, and built themselves a house of lies to live in. Then rose a storm with mighty winds and laid it low. And out of the storm the voice of truth resounded in trumpet tones: "Man, thou art mortal and needs must thou die." Chorus Our days here are as one day; for all our days are rounded in a sleep; they die and ne'er come back again.                                                                                | Parte I Coro Nuestros días aquí son sólo un día; todos nuestros días se resumen en un sueño; Ellos mueren y nunca regresan de nuevo. Barítono ¿Por qué entonces disimulamos con una historia de falsedades? Somos incluso como un día, que es joven en la mañana y viejo al atardecer, y se aparta y no vuelve nunca más. Coro Somos incluso como un día, que es joven en la mañana y viejo al atardecer, y nunca regresa otra vez. Barítono (con coro) En este sentido los débiles temen a la llaga, y se embriagan ellos mismos con sueños y visiones de oro, y construyen para sí mismos una casa de mentiras dónde vivir. Entonces se levantó una tormenta con vientos fuertes, y la puso abajo. Y de la tormenta de la voz de la verdad resonaba en tonos de trompeta: "Hombre, tú eres mortal y necesidades has de eso." Coro Nuestros días aquí son sólo un día; todos nuestros días se resumen en un sueño; Ellos mueren y nunca regresan de nuevo.                                                                                                 |
| 2. Hallelujah                                                        | Part II Chorus Hallelujah! Allah, il Allah. Baritone solo And the highways of earth are full of cries; The ways of the earth bring forth gods and idols. Whoso a-while regards them turns from them, and keeps apart from all men; for fame and its glories seem but idle nothings. (and Chorus) For all who are living know that Death is coming, but at the touch of Death lose knowledge of all things, nor can they have any part in the ways and doings of men on the earth where they were. Baritone solo Therefore eat thy bread in gladness and lift up thy heart and rejoice in thy wine, and take to thyself some woman whom thou lovest, and enjoy life. What task so e'er be thine, work with a will, For thou shalt know none of these things, when thou comest to thy journey's end. Chorus For all who are living know that Death is coming, but at the touch of Death lose knowledge of all things.                                                           | Parte II Coro ¡Aleluya! Allah, il Allah. Barítono Y las carreteras de la tierra están llenas de llantos; Los caminos de la tierra produzcan dioses e ídolos. El que uno-, mientras que respecta a las convierte de ellos, y mantiene alejados de todos los hombres; por la fama y sus glorias , pero parece nadas ociosos. (Coro) Para todos los que viven saben que la muerte se acerca, pero con el toque de la muerte pierden el conocimiento de todas las cosas, ni pueden tener parte alguna en las formas y hechos de los hombres en la tierra donde estaban. Barítono Por lo tanto, come tu pan con alegría y alza tu corazón y goce en tu vino, y llevar a ti mismo una mujer que amas, y disfrutar de la vida. ¿Qué tarea tan e'er sea tuya , trabajar con una voluntad, Porque has de saber nada de estas cosas, cuando vengas al final de tu viaje. Coro Para todos los que viven saben que se acerca la muerte, pero con el toque de la muerte de perder el conocimiento de todas las cosas.                                                    |
| 3. My beloved whom I cherish was like a flower                       | Part III Baritone solo My beloved whom I cherished was like a flower whose fair buds were folded lightly, and she open'd her heart at the call of Love. Among her fragrant blossoms Love had his dwelling and to all who longed, her love she gave. Chorus Among her fragrant blossoms Love had his dwelling. Baritone solo I praise her above all other women who are poor in possessing, and so are poor in giving too. Were not the world the abode of dissemblers, and were not men's hearts so impure, then all the world would join me in praising my beloved. She gave to many, and yet was chaste and pure as a flower. My beloved whom I cherished was like a flower. | Parte III Barítono Mi amado a quien yo apreciaba era como una flor cuyos brotes justo fueron ligeramente doblado, y ella open'd su corazón a la llamada del Amor. Entre sus flores fragantes Amor tenía domicilio y para todos los que deseaba , su amor se dio. Coro Entre sus flores fragantes Amor tenía domicilio. Barítono Le alabo por encima de todas las demás mujeres que son pobres en posesión, y también lo son pobres en dar demasiado. No eran el mundo la morada de simuladores, y no eran corazones de los hombres tan impuro, entonces todo el mundo se unan a mí en alabar mi amado. Ella dio a muchos, y sin embargo era casto y pura como una flor. Mi amado a quien yo apreciaba era como una flor. |
| 4. I honour the man who can love life, yet without base fear can die | Part IV Soprano solo I honour the man who can love life, yet without base fear can die. He has attained the heights and won the crown of life. Chorus The crown! Soprano solo I honour the man who dies alone and makes no lamentation. His soul has ascended to the mountain top, that is like a throne which towers above the great plains that roll far away into the distance. The sun goes down and the evening spreads its hands in blessing o'er the world, bestowing peace; And so creeps on the night that whelms and quenches all; the night that binds our eyes with cloths of darkness; binds them in long and dreamless sleep; Dreamless sleep, thou art death's twin brother. Chorus Long, dreamless sleep. Soprano solo And the passing spirit sings - but this only: "Farewell, I loved ye all!" And the voices of nature answer him: Chorus "Thou art our brother!" Soprano solo And so the star of his life sinks down in the darkness whence it had risen. | Parte IV Soprano Honro el hombre que puede amar la vida, sin embargo, sin el temor de base puede morir. Ha alcanzado las alturas y ganó la corona de la vida. Coro ¡La corona! Soprano Honro el hombre que muere solo y no hace ninguna lamentación. Su alma ha ascendido a la cima de la montaña, que es como un trono que se eleva por encima de las grandes llanuras que ruedan muy lejos en la distancia. El sol se pone y la noche extiende sus manos en señal de bendición que sobre el mundo, otorgando la paz; Y así se arrastra en la noche que whelms y extingue todo; la noche que se une nuestros ojos con paños de oscuridad; los consolida en el sueño largo y sin sueños; sueño sin sueños, tú eres el hermano gemelo de la muerte. Coro De largo, sueño sin sueños. Soprano Y el espíritu que pasa canta - pero esto solo : " Adiós , me encantó todos vosotros! " Y las voces de la naturaleza le responden: Coro "¡Tú eres nuestro hermano!" Soprano Y así aparece la estrella de su vida se hunde en la oscuridad de donde había salido. |
| 5. The snow lingers yet on the mountains                             | Part V Baritone solo The snow lingers yet on the mountains, but yonder in the valley the buds are breaking on the trees and hedges. Soprano solo Golden the willow branches and red the almond blossoms. The little full-throated birds have already begun their singing. But hearken, they cannot cease for very joy from singing a song whose name is Spring-time. Chorus Spring-time! Spring-time! Baritone solo The woods and forests are full of coolness and silence, and silv'ry brooklets prattle round their borders. Chorus The woods and forests are full of silence. Baritone solo The golden corn awaits the hand of the reaper, for ripeness bids death come. Chorus Ripeness bids death come. Baritone and Soprano soli, Chorus Eternal renewing; everything on earth will return again. Everything on earth will return again, ever return again. Springtime, Summer, Autumn and Winter: And then comes Springtime - and then new Springtime.                 | Parte V Barítono La nieve permanece todavía sobre las montañas, pero allá en el valle de los brotes se rompe en los árboles y setos. Soprano De oro las ramas de sauce y el rojo la flor de almendro. Los pequeños pájaros a pleno pulmón ya han comenzado su canto. Pero escuchad, que no pueden dejar de puro gozo de cantar una canción que se llama Primavera- tiempo. Coro ¡Primavera! ¡Primavera! Barítono Los bosques y los bosques están llenos de frialdad y el silencio , y arroyuelos silv'ry prattle alrededor de sus fronteras. Coro Los bosques y los bosques están llenos de silencio. Barítono El maíz de oro aguarda la mano del segador, de madurez ofertas llegue la muerte. Coro ofertas de maduración llegue la muerte. Barítono, soprano y coro renovación eterna ; todo en la tierra volverá de nuevo. Todo en la tierra volverá de nuevo, nunca volver de nuevo. Primavera , Verano , Otoño e Invierno: Y luego viene la primavera - y luego nueva primavera.                                                                       |

## Estilo
El lenguaje musical de este réquiem muestra una mixtura entre el romanticismo tardío con cromatismos y múltiples elementos propios del impresionismo, por ejemplo se pueden escuchar paralelismos en triadas, escalas modales, ostinatos que recuerdan sonoridades de campanas  y armonías de cuartas y quintas. Los sonidos de la orquesta son muy ricos, poderosos y que crean atmósferas típicamente impresionistas a través de elementos que se perciben luminosos.

## Recepción
En 1918 Delius escribió acerca de su obra, «creo que hice lo mejor que pude», pero incluso sus mayores partidarios, Sir Thomas Beecham, Philip Heseltine y Eric Fenby, no se mostraron muy impresionados con la obra la primera vez que la escucharon. Beecham expuso en su libro sobre la vida de Delius que no le gustó de la obra. Fenby la describió inicialmente como "la obra coral más deprimente que conozco", pero más tarde fue a ver sus méritos y corrigió sus apreciaciones. En una reimpresión de 1981 de su libro "Delius como le conocí" de 1936 argumentó: «esta expresión musical, en el Réquiem, de la actitud valiente de Delius a la vida en su rechazo de las religiones organizadas bien puede ser calificada por las generaciones futuras, como su segunda obra maestra más característica y admirable después de la Danish Arabesque».
La primera actuación en Londres utilizó una traducción al inglés de la versión alemana de Philip Heseltine, quien lo trajo por solicitud de Delius. Philip Heseltine no se sentía cercano a este proyecto y esto redujo aún más cualquier posibilidad de que el réquiem recibiese críticas positivas. Las audiencias tempranas, que perdieron miembros de su familia en la Primera Guerra Mundial, se sintieron conmocionadas probablemente  por el texto y su falta de conexión con creencias religiosas, ideológicas o con una institución en particular. 
Heinrich Simon escapó del antisemitismo de Hitler migrando a los Estados Unidos en 1934, pero fue asesinado producto de la instigación de los nazis en Washington, D.C. en 1941. Escribió una biografía de Delius, pero nunca llegó a publicarse.